# Majuro

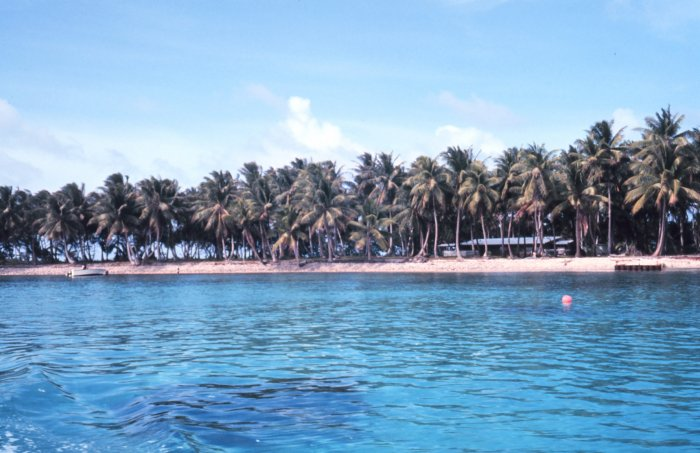
L'albufera de Majuro

Majuro és un gran atol de 64 illes a l'oceà pacífic. Densament poblada, amb 25.400 habitants (2009), és esmentada sovint com la capital de la República de les Illes Marshall, tot i que la localització exacta de la capital és a la conurbació formada per les poblacions Dalap-Uliga-Darrit. La pesca esportiva hi és popular, i l'àrea atreu bussejadors submarins.

## Geografia

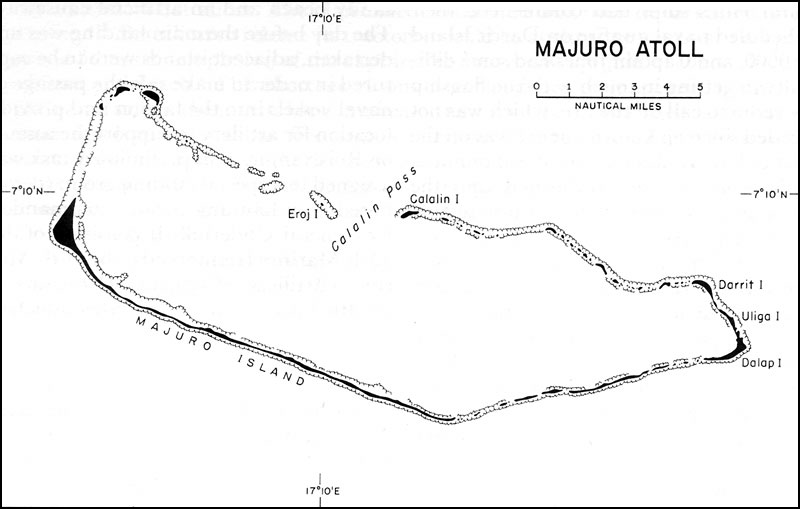
Visió general esquemàtica de Majuro

L'atol té una forma el·líptica de 40 km de llarg, i només 9,7 km² de terra ferma, però encercla una llacuna de 295 km².
El nucli de població principal, Delap-Uliga-Djarrit (DUD), està format per tres motus contigus i té una població de 20.301 persones (2012). Majuro té un port, un barri comercial i diversos hotels.
A l'extrem occidental de l'atol, a uns 45 km des de Delap-Uliga-Djarrit (DUD) per carretera, es troba la comunitat insular de Laura, una zona residencial en expansió amb una platja popular. Laura té el punt d'elevació més alt de l'atol, estimat a menys de 3 m sobre el nivell del mar. Djarrit és majoritàriament residencial.

### Clima
En ser lleugerament al nord de l'Equador, Majuro té un clima de selva tropical (Af) però no un clima equatorial perquè els vents alisis predominen durant tot l'any, encara que sovint s'interrompen durant els mesos d'estiu pel moviment de la Zona de Convergència Intertropical a través de la zona. Els tifons són rars. Les temperatures són relativament constants al llarg de l'any, amb temperatures mitjanes al voltant dels 27 °C. Molt poques vegades la temperatura baixa per sota de 21 °C. Majuro té aproximadament 3.200 mm de precipitació anual.

## Història
Colonitzades pels micronesis al mil·lenni II aC, se sap ben poc de la història antiga de les illes. L'explorador Alonso de Salazar va ser el primer europeu a albirar les illes Marshall, però romangueren virtualment desconegudes fins a l'arribada de John Marshall, capità anglès, el 1788; les illes n'hi deuen el seu nom.
El 1885 s'hi va instal·lar una companyia comercial alemanya, i anys més tard les illes esdevingueren part del protectorat de la Nova Guinea Alemanya. El Japó va conquerir les illes durant la Primera Guerra Mundial, i les va administrar segons un mandat de la Lliga de les Nacions.

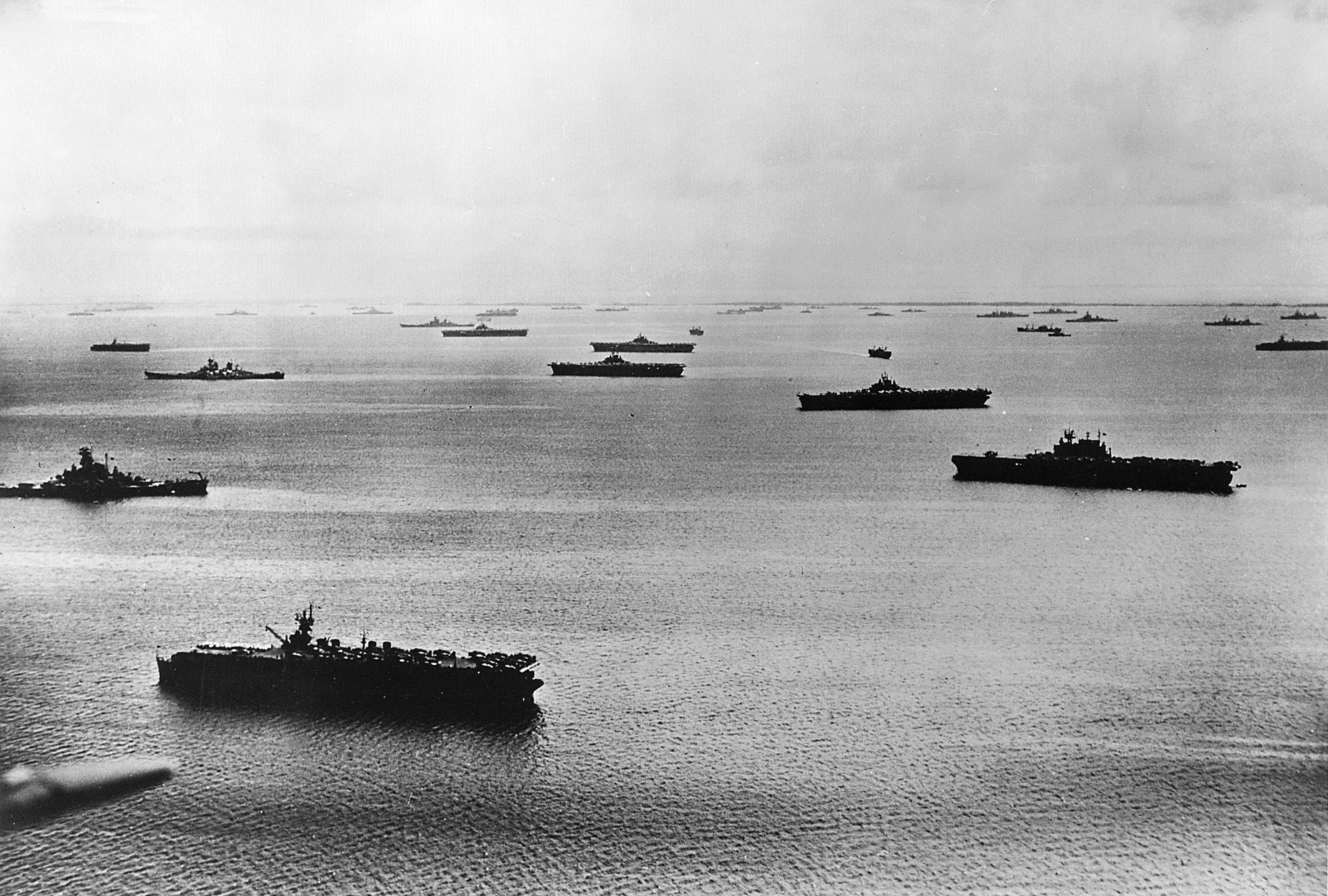
La cinquena flota fondejada a Majuro, 1944

Durant la Segona Guerra Mundial, els Estats Units, en la Campanya de les Illes Gilbert i Marshall van envair les illes el 31 de gener de 1944 i un cop assegurades, l'Armada dels Estats Units d'Amèrica va establir una base aèria i naval a Majuro el 4 de maig de 1944, un dels ancoratges més grans en el Pacífic Central, i la llacuna es va convertir en una gran base naval avanç de les operacions, i va ser el port més gran i més actiu en el món fins que la guerra es va traslladar cap a l'oest, establint una nova base a Ulithi.
Després de la Segona Guerra Mundial, Majuro va passar sota el control dels Estats Units com a part del Territori Fiduciari de les Illes del Pacífic. Després que les Illes Marshall se separessin dels Estats Federats de Micronèsia el 1978 per formar la República de les Illes Marshall, Majuro es va convertir en la capital del nou país i el lloc de reunió de la Nitijeļā, la legislatura de les Illes Marshall. Va suplantar l'atol de Jaluit com a centre administratiu de les Illes Marshall, un estatus que conserva després de la independència de les Illes Marshall el 1986 en virtut d'un Pacte de Lliure Associació. Els EUA van començar a fer experiments nuclears a les illes immediatament després de la guerra, i els van continuar fent fins a la dècada de 1960. Molts marshallesos van patir fortes dosis de radiació arran d'aquests experiments, i les reclamacions de compensacions continuen fins avui dia. Els antics habitants de l'atol de Bikini, afectats els anys quaranta i cinquanta per les 23 proves nuclears nord-americanes, reberen el 1999 una nova compensació econòmica per part dels Estats Units, puix que l'enclavament encara era inhabitable.
El 1979 es va establir la República de les Illes Marshall i es va signar un tractat de lliure associació amb el govern dels Estats Units, que va entrar en vigor el 1986. Després de l’acabament del fideïcomís de Nacions Unides el desembre del 1990, les illes Marshall esdevingueren membre de l'ONU el setembre del 1991.
L'illa també va ser el lloc de la Declaració de Majuro, una declaració del Fòrum de les Illes del Pacífic signada el 5 de setembre de 2013, per fer una acció unificada sobre l'adaptació al canvi climàtic i l'ajuda internacional.

## Demografia
Els principals nuclis de població són les comunitats D–U–D: els illots de Delap – Uliga – Djarrit (llistats de sud a nord, a la vora oriental de l'atol). El 2011, Majuro tenia 27.797 habitants.

## Religió
La majoria de la població és cristiana. La majoria són protestants i segueixen l’Església Unida de Crist (47%), l'Assemblea de Déu (16%) i altres com Bukot Nan Jesús (5%), Full Gospel (3%), Església del Congrés Reformat (3%), l'Exèrcit de Salvació (2%), l'adventista del setè dia (1%) i Meram en Jesús (1%). El 8% de la població és catòlica, amb la Catedral de l'Assumpció de la Prefectura Apostòlica Catòlica Romana de les Illes Marshall situada a Majuro.
La influència islàmica ha anat augmentant. Hi ha un nombre considerable de musulmans ahmadites. La primera mesquita es va obrir a Majuro el setembre de 2012.
També hi ha esglésies de l'Església de Jesucrist dels Sants dels Darrers Dies, baptistes i dels testimonis de Jehovà.

## Economia
L'economia de Majuro està impulsada pel sector serveis, que suposava el 86% del PIB el 2011.
El 15 de setembre de 2007, Witon Barry, de la planta de processament de Tobolar Copra a Majuro, la capital de les Illes Marshall, va dir que les autoritats energètiques, empreses privades i empresaris havien estat experimentant amb l'oli de coco com a alternativa al combustible dièsel per a vehicles, generadors d'energia, i vaixells. Els cocoters abunden a les illes tropicals del Pacífic. La copra de 6 a 10 cocos fa 1 litre d'oli.
Air Marshall Islands té la seva seu a Majuro.

## Educació

### Col·legis i universitats

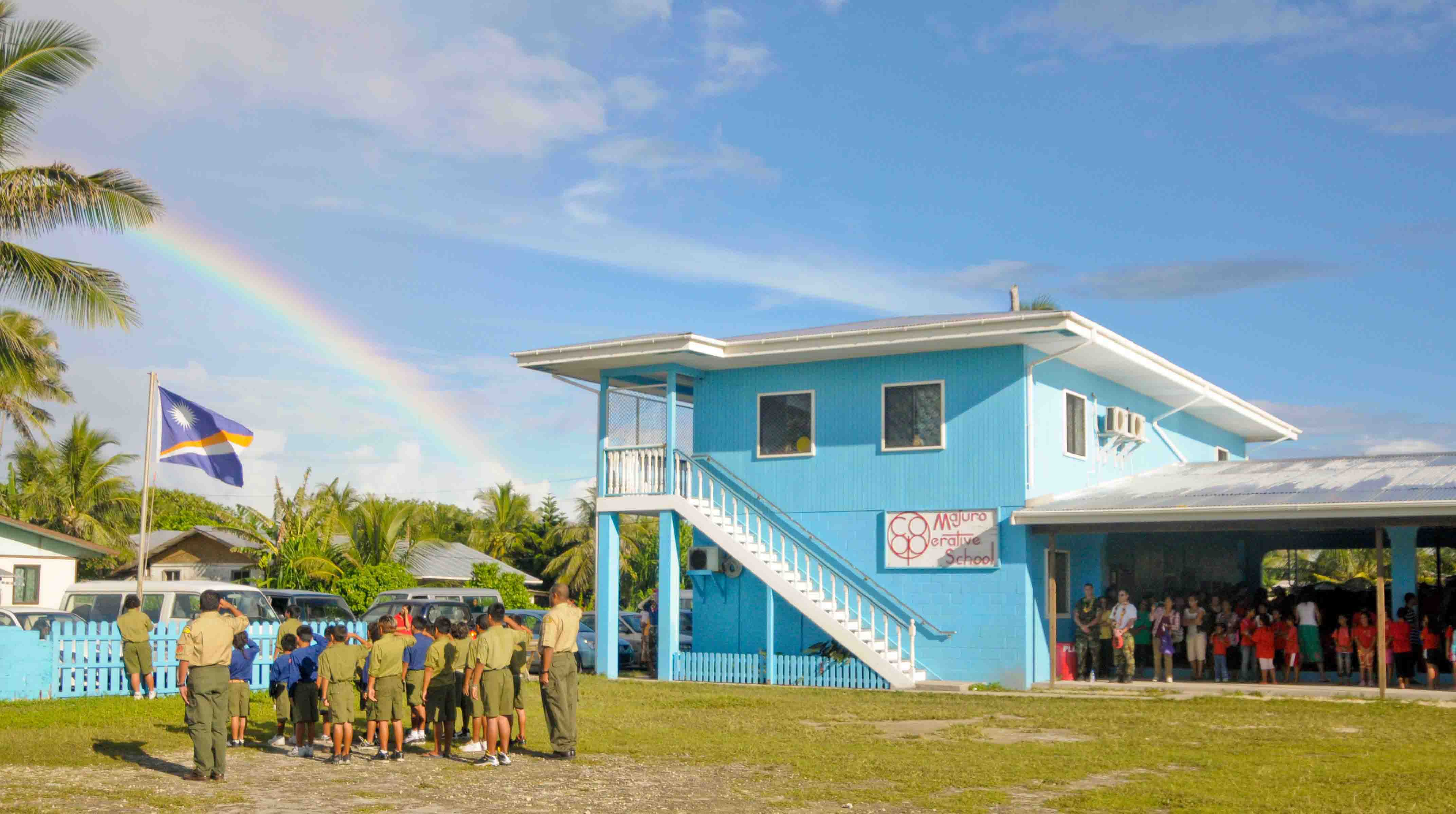
Els estudiants de l'escola cooperativa Majuro aixequen la bandera de la República de les Illes Marshall en una cerimònia durant un projecte de servei comunitari de l'Associació del Pacífic 2009

El Col·legi de les Illes Marshall es troba a Uliga. La Universitat del Pacífic Sud té presència a Majuro.

### Escoles de primària i secundària
El sistema escolar públic de les Illes Marshall gestiona escoles públiques.
Escoles secundàries:
- L’escola secundària de les Illes Marshall és a prop de l'extrem nord de Majuro.
- Institut Laura
- Acadèmia d'habilitats per a la vida

Escoles de primària:
- Escola primària d'Ajeltake
- Escola Primària Delap
- Llar d'infants DUD
- Escola Primària Ejit
- Escola Primària Laura
- Escola primària de Long Island
- Escola Secundària Majuro
- Escola Primària Rairok
- Escola Primària Rita
- Escola Primària Uliga
- Woja Maj. Escola primària
- Carl Kuli Lobat. Escola primària

El curs escolar 1994–1995 Majuro tenia 10 escoles primàries privades i sis escoles secundàries privades.
Hi ha una escola secundària adventista del setè dia i una escola primària a Delap, on s'ensenya anglès a tots els estudiants.
Té una de les seus de la Universitat del Pacífic Sud, (USP) una universitat pública de recerca amb ubicacions repartides per una dotzena de països a Oceania. Fundada el 1968, la universitat s'organitza com una organització intergovernamental i és propietat dels governs de 12 països insulars del Pacífic: Illes Cook, Fiji, Kiribati, Illes Marshall, Nauru, Niue, Samoa, Illes Salomó, Tokelau, Tonga, Tuvalu i Vanuatu. El College of the Marshall Islands també es troba a l'extrem oriental de l'atol.
El Museu Alele és un museu cultural que mostra artefactes de les illes com eines tradicionals, roba, mètodes de pesca, canoes de navegació, navegació, allotjament tradicional i diversos tipus d'altres articles, i ofereix exhibicions fotogràfiques d'història local. A més de les exhibicions d'història i cultura local, disposa de biblioteca.

## Salut
L'Hospital Majuro de 81 llits és l'hospital principal de Majuro, així com moltes de les illes exteriors. L'únic altre hospital important del país es troba a l'illa Ebeye.

## Infraestructures

### Aigua i clavegueram
La Majuro Water and Sewer Company obté aigua d'una conca hidrogràfica a la pista de l'aeroport internacional. L'aigua es subministra 12 hores diàries. L'amenaça de sequera és habitual.

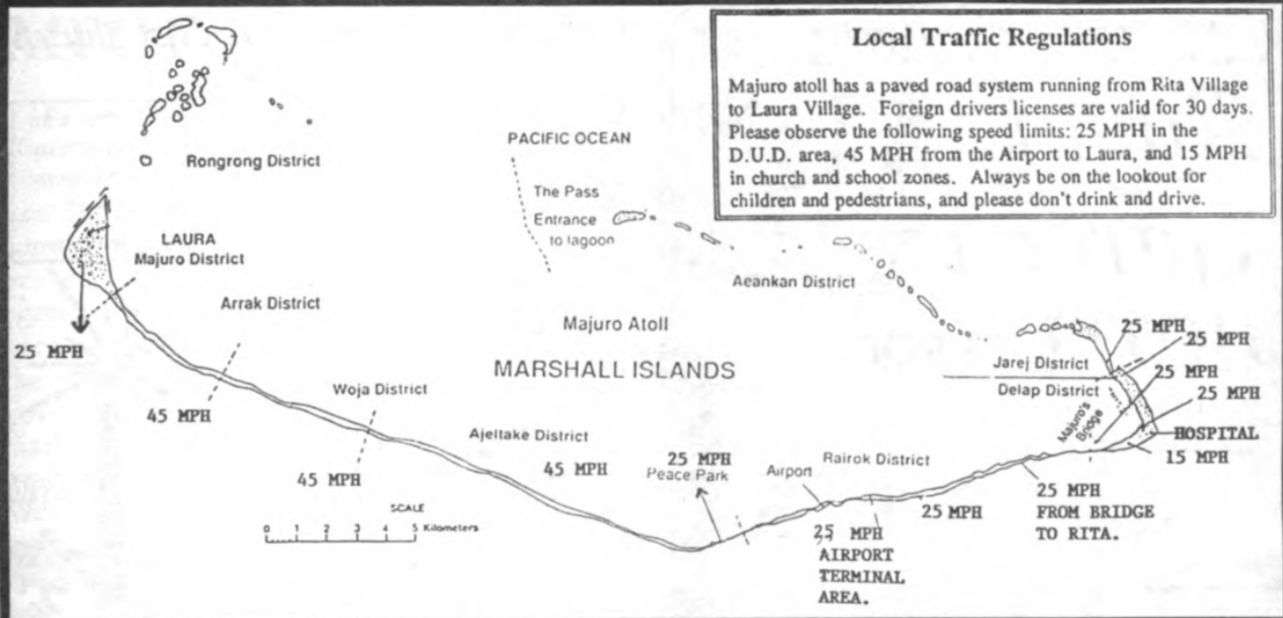
Sistema de carreteres a l'atol de Majuro

### Transport

#### Aire
L'aeroport internacional de les Illes Marshall, que ofereix serveis nacionals i internacionals, es troba a Majuro. Compta amb quatre companyies aèries de passatgers: United Airlines, Nauru Airlines, Air Marshall Islands i Asia Pacific Airlines.
 En substitució de l'aeròdrom de Majuro, construit a l'illa de Delap pels japonesos en 1942 durant la Segona Guerra Mundial, anomenat en honor d'Amata Kabua, primer president de la república.
Air Marshall Islands vola a la majoria dels atols habitats de Marshalls un cop per setmana. Ofereix servei diari entre Majuro i Kwajalein, excepte els dijous i diumenges.

#### Mar
La llacuna de Majuro és un port actiu. És un dels ports de transbordament de tonyina més concorreguts del món, amb 306.796 tones de tonyina que es van traslladar de vaixells de pesca a vaixells de transport el 2018.
La Marshall Islands Shipping Corporation va ser creada per les Illes Marshall a través de la Llei de la Corporació de Transport de les Illes Marshall de 2004. Gestiona diversos vaixells governamentals que mouen persones i mercaderies per les illes. Aquests vaixells inclouen tres vaixells més antics (Langidrik, Aemman i Ribuuk Ae), així com dos vaixells més nous (Majuro, Kwajalein) que van ser donats a la República de les Illes Marshall pel Japó el 2013. També opera un vaixell de desembarcament (Jelejeletae). Aquests vaixells són el principal enllaç per al transport de persones i subministraments cap i des de les illes exteriors.
A més, la llacuna actua com a port per a vaixells de pesca comercial, creuers, vaixells de pesca esportiva, canoes amb estabilizador i, ocasionalment, iots de luxe.

## Esport
Majuro tenia previst acollir la setena edició dels Jocs de Micronesia, el 2010. Posteriorment, va renunciar als seus drets d'allotjament, invocant la manca d'infraestructura adequada. El 2018, les Illes Marshall van rebre els Micro Games 2022, i s'està construint un nou estadi a Majuro. (El 2021, es va decidir retrocedir els Jocs un any, fins al 2023.) També s'espera que el nou estadi aculli partits de futbol, que serà el primer pas per formar la primera selecció nacional de futbol de les Illes Marshall.
L'aixecadora de peses Mattie Langtor Sasser va competir per les Illes Marshall als Jocs Olímpics d'Estiu de 2016, participant al 58 femení. categoria kg el 8 d'agost

## Agermanaments
Majuro està agermanat amb:
- Inalåhan, Guam, United States, since 1973
- Kawai, Nara, Japan
- Taipei, Republic of China (Taiwan), since 1999[37]
- Basco, Philippines
- Luganville, Vanuatu
- Weno, Micronesia
- Tamuning, Guam, United States
- Tarawa, Kiribati
- Honiara, Solomon Islands
- Nuku'alofa, Tonga